# 奥塞梯民族主义

奥塞梯民族旗

奥塞梯民族主义是一种族群民族主义意识形态，主张弘扬奥塞梯民族认同、奥塞梯语言和文化。

## 历史
奥塞梯民族神话将奥塞梯人的祖先追溯到最早抵达高加索地区的伊朗人——古代斯基泰人。据说他们在前8世纪抵达北高加索。另有观点认为奥塞梯人是前3世纪到来该地区的薩馬提亞人的后裔。而奥塞梯学者普遍认为阿兰人是现代奥塞梯人的祖先。
奥塞梯民族主义意识形态的思想根基源自19世纪奥塞梯学者、诗人科斯塔·赫塔古罗夫的著作，他被广泛认为是奥塞梯文学的奠基人。赫塔古罗夫及其追随者重新规范奥塞梯语的文字体系，旨在团结所有讲奥塞梯语的群体。他们提出的民族主义思想被称为“荣耀”（farn），主张奥塞梯民族的独特性，并认为东正教信仰是奥塞梯民族特征的重要组成部分。
1980年代，苏联濒临解体，引发许多加盟共和国民族认同建设的浪潮。如同其他民族一样，奥塞梯人在这一过程中也伴随着对“正统民族宗教”的复兴追求，回溯至前基督教时代。奥塞梯民间宗教的复兴最初由一批民族主义知识分子在1980年代组织起来，并正式命名为“真信仰”（Ætsæg Din）。到1990年代初，这批知识分子组成具有祭司性质的机构“大议会”（Styr Nykhas）。
据维克多·什尼雷尔曼指出，在奥塞梯，一些传统自古至今在乡村地区未曾中断地保留并延续下来。这与城市中以知识分子为主的民族主义运动形成对照并相互影响。后者试图构建一种系统化的新兴宗教，与民族主义结合，并反对被视为“外来”的俄罗斯正教和格鲁吉亚正教，也反对邻近突厥人和高加索民族及一小部分奥塞梯人信仰的伊斯兰教。根据学者谢尔盖·什特尔科夫的说法，奥塞梯人构建“民族宗教”的知识性探索可以追溯到20世纪初。1950年代，苏联实行无神论政策，对奥塞梯异教激烈打压，使奥塞梯知识分子重新对这一理念产生兴趣。他指出，正是苏联的反宗教运动促使奥塞梯人心中将古老的本地传统从“民族习俗”的范畴转变为“宗教”的范畴。
奥塞梯民族主义在1980年代—1990年代发挥重要作用，尤其是在与印古什人围绕北奥塞梯边境普里戈罗德内区的土地与资源冲突，以及南奥塞梯的领土收复主义问题上。在苏联解体过程中，奥塞梯民族主义成为南奥塞梯的政治力量，并受到俄罗斯支持前苏联加盟共和国（包括格鲁吉亚）分离主义运动的鼓舞。1980年代末，奥塞梯民族主义组织“人民之声”成立。1990年9月，南奥塞梯自治州宣布脱离格鲁吉亚独立，引发第一次南奥塞梯战争，最终由奥塞梯民族主义者取得胜利。
在2008年俄格战争期间，奥塞梯民族主义者在与格鲁吉亚政府的冲突中获得俄罗斯联邦武装力量的支援，冲突升级为高强度战争。战后，俄罗斯承认南奥塞梯的独立。俄罗斯和奥塞梯武装的胜利也导致大量格鲁吉亚人被驱逐出南奥塞梯，总数至少达2万人。
奥塞梯民族主义的一个显著特征是其强烈的亲俄情结，部分原因在于无论是在沙俄、苏联还是俄罗斯联邦时代，俄罗斯始终支持奥塞梯民族认同的维护和发展。因此，在2022年俄乌战争中，南奥塞梯的民族主义者参与俄罗斯对乌克兰的入侵。
奥塞梯民族主义还强调对“艾赫达乌”的认同，这是奥塞梯人的一套独特的文化和社会规范。